# Lourmais
Lourmais település Franciaországban, Ille-et-Vilaine megyében. Lakosainak száma 335 fő (2022. január 1.). Lourmais Bonnemain, Combourg és Trémeheuc községekkel határos.

## Népesség
A település népességének változása:
| Lakosok száma | 262  | 263  | 274  | 299  | 340  | 336  | 326  | 326  | 324  | 335  |
|               | 1968 | 1982 | 1990 | 2006 | 2013 | 2015 | 2017 | 2019 | 2020 | 2022 |